# استروناچ (میشیگان)
استروناچ (به انگلیسی: Stronach) یک منطقهٔ مسکونی در ایالات متحده آمریکا است که در شهرستان منیستی، میشیگان واقع شده‌است. استروناچ ۱۶۲ نفر جمعیت دارد و ۱۸۴٫۱ متر بالاتر از سطح دریا واقع شده‌است.